# Calotis inermis
Calotis inermis là một loài thực vật có hoa trong họ Cúc. Loài này được Maiden & Betche mô tả khoa học đầu tiên.